# Kim Hyun-joong
Kim Hyun-joong (Seul, 6 giugno 1986) è un cantante, attore e modello sudcoreano. Leader della boy-band SS501, è conosciuto per la sua interpretazione nei drama coreani Kkotboda namja e Jangnanseureon kiss. A causa del suo successo commerciale, Kim è considerato una delle maggiori star della hallyu dei primi anni 2010.

## Biografia
Di famiglia cristiana, ha ricevuto un'educazione cattolica. Dopo aver abbandonato temporaneamente gli studi per intraprendere l'attività di cantante, nel 2001, mentre lavorava part-time come cameriere in un ristorante, è stato notato e introdotto nel mondo della musica dalla DSP Entertainment. Si è diplomato nel 2006, mentre nel 2011 si è iscritto alla Chungwoon University.
Inizialmente è stato membro del gruppo B2Y, per poi debuttare con gli SS501 nel 2005. È apparso in diversi show e ha preso parte a tournée in Giappone dal 2007, mentre nell'anno successivo è apparso in due episodi del reality Uri gyeolhonhaess-eo-yo. Nel 2009 ha vinto il premio come attore maschile più popolare ai Seoul International Drama Awards per Kkotboda namja, nel quale interpreta il ruolo di uno degli F4, oltre a cantare un pezzo solista nell'album degli SS501 Collection. Nel settembre dello stesso anno gli è stato diagnosticato il virus influenzale H1N1.
Nel 2010 ha pubblicato con gli SS501 l'album Destination, per poi svolgere il ruolo di protagonista in Jangnanseureon kiss. Nel 2011 debutta in qualità di solista con l'EP Break Down; alla fine dello stesso anno pubblica il suo primo album digitale, composto da quattro canzoni. In occasione del terremoto dell'11 marzo 2011 in Giappone ha fatto una donazione di 100 milioni di won a favore delle vittime.
Kim Hyun-joong ha tenuto il suo Kim Hyun-joong Fan Meeting Tour 2012 a maggio, facendo tappa a Singapore, Hong Kong, Taiwan e Cina.

## Cause legali
Nell'agosto 2014, la ragazza di Kim, identificata con il cognome "Choi", lo denunciò per aggressione, affermando che l'aveva ripetutamente picchiata, causandole lividi e costole rotte. Kim negò, affermando di averla colpita soltanto una volta e accidentalmente, mentre si allenava nelle arti marziali. Choi ritirò alcune delle accuse a settembre dopo le scuse di Kim, il quale tuttavia fu condannato a pagarle 5 milioni di won per le ferite causate. Nel febbraio 2015, una rivista riportò che i due si erano riavvicinati ed erano in attesa di un bambino, ma Kim fece sapere di non averla più vista da quando lo aveva informato di essere incinta a gennaio, e di non poter avere la conferma di essere il padre. A maggio, Choi lo querelò per il disagio mentale che la loro relazione le aveva causato, sostenendo inoltre che gli abusi di cui l'aveva resa vittima le avevano procurato un aborto nel 2014. Kim la denunciò per diffamazione e vinse la causa, giacché la corte stabilì che c'erano prove circostanziali che non fosse stata incinta, e Choi ricorse in appello. A settembre, un test di paternità dimostrò che Kim era il padre del bambino nato a settembre di quello stesso anno. Nel febbraio 2018, Choi fu multata per 5 milioni di won per tentata frode.
A marzo 2017, Kim Hyun-joong fu accusato di guida in stato di ebbrezza dopo essere stato trovato dalla polizia svenuto nella sua auto presso un semaforo di Seul. Gli venne ritirata la patente e dovette pagare una sanzione di 2 milioni di won.

## Discografia

### Album
- 2008 – Singolo digitale Thank You
- 2011 – 1º mini album Break Down
- 2011 – 2º mini album Lucky
- 2011 – Singolo digitale Marry You/ Marry Me
- 2012 – 1º Singolo giapponese Kiss Kiss/Lucky Guy (versione giapponese)

### Singoli da solista
- 2011: Please
- 2011: Break Down
- 2011: Kiss Kiss
- 2011: Lucky Guy
- 2011: Marry Me
- 2011: Marry you
- 2012: Kiss Kiss (versione giapponese)
- 2012: Lucky Guy (versione giapponese)
- 2013: Unbreakable
- 2013: Your Story

### DVD
- 2010 – Ready, Action! Spain Photo Book
- 2010 – Kim Hyun Joong's "First Love Story DVD"

### Colonne sonore
- 2009 - Because I'm Stupid Acoustic Version - Kkotboda namja
- 2010 - One More Time - Jangnanseureon kiss
- 2012 - If You're Like Me - Gyeolhon-ui kkomsu

### Videoclip musicali
- 2005 2Shai – She Laughed
- 2006 Eru – Black Glasses
- 2009 Kim Joon – Jun Be O.K
- 2010 Gummy – As A Man
- 2011 Kim Hyun-joong – 제발 (Please)
- 2011 Kim Hyun-joong – Break Down
- 2011 Kim Hyun-joong – Kiss Kiss
- 2011 Kim Hyun-joong – Lucky Guy
- 2011 Kim Hyun-joong - Marry You
- 2012 Kim Hyun-joong - Kiss Kiss [Japanese version]
- 2012 Kim Hyun-joong - Lucky Guy [Japanese version]

### Apparizioni in video musicali
- 2005: 2Shai - rise
- 2006: Eru - Black Glasses
- 2009: Kim Joon - Jun Be OK
- 2010: Gummy - As A Man

### Documentari
- 2012: Kpop Star conquering the world (MBC)

## Filmografia
- Nonstop (논스톱) – episodio 208 (2005)
- Sarangdo ripil-ui doenayo (사랑도 리필이 되나요) – sitcom (2005)
- Hotelier (ホテリアー) – serie TV, episodio 1x07 (2007) - cameo
- Spotlight (스포트라이트) – serie TV (2008) - cameo
- Kkotboda namja (꽃보다 남자) – serie TV (2009)
- Jangnanseureon kiss (장난스런 키스) – serie TV (2010)
- Dream High (드림하이) – serie TV, episodio 1x01 (2011)
- Dosijeongbeol (도시정벌) – film TV (2013)
- Gamgyeok sidae: Tusin-ui tansaeng (감격시대) – serie TV (2014)

## Doppiatori italiani
Nelle versioni in italiano dei suoi film, Kim Hyun-joong è stato doppiato da:
- Renato Novara in Dream High.